# Absolut Galoisgrupp
Inom matematiken är den absoluta Galoisgruppen GK av en kropp K Galoisgruppen av  Ksep över K, där Ksep är ett separabelt hölje av K. Alternativt är den gruppen av alla automorfier av det algebraiska höljet av K som fixerar K. Den absoluta Galoisgruppen är unik så när som på isomorfi. Den är en proändlig grupp.
Då K är en perfekt kropp, är Ksep samma som det algebraiska höljet Kalg av K. Detta gäller t.ex. för K med karakteristik noll, eller då K är en ändlig kropp.

## Exempel
- Den absoluta Galoisgruppen av en algebraiskt sluten kropp är trivial.
- Den absoluta Galoisgruppen av reella talen är en cyklisk grupp av två element (komplexkonjugation och identiteten), eftersom C är det separabla höljet av R och [C:R] = 2.
- Den aboluta Galoisgruppen av en ändlig kropp K är isomorfisk till gruppen

{\displaystyle {\hat {\mathbf {Z} }}=\varprojlim \mathbf {Z} /n\mathbf {Z} .}
(För beteckningen, se inverst limes.)
Frobeniusautomorfin Fr är en kanonisk (topologisk) generator av GK. (Frobeniusautomorfin definieras som Fr(x) = xq för alla x i Kalg, där q är antalet element i K.)
- Den absoluta Galoishgruppen av kroppen av rationella funktioner med komplexa koefficienter är fri (som en proändlig grupp). Detta resultat bevisades av Adrien Douady och har sina rötter i Riemanns existenssats.[1]
- Mer allmänt, låt C vara en algebraiskt sluten kropp och x en variabel. Då är den absoluta Galoisgruppen av K = C(x) fri med ranf lika med kardinaliteten av C. Detta resultat upptäcktes av David Harbater och Florian Pop, och bevisades senare även av Dan Haran och Moshe Jarden med algebraiska metoder.[2][3][4]
- Låt K vara en ändlig utvidgning av p-adiska talen Qp. För p ≠ 2 är dess absoluta Galoisgrupp genererad av [K:Qp] + 3 element och har en explicit beskrivning av generatorer och relationer. Detta är ett resultat av Uwe Jannsen och Kay Wingberg.[5][6] Några resultat är kända i fallet p = 2, men strukturen av Q2 är inte känd.[7]
- Ett annat fall då den absoluta Galoisgruppen kan bestämmas är den största totalt reella delkroppen av kroppen av algebraiska talen.[8]

## Några allmänna resultat
- Varje proändlig grupp förekommer som Galoisgruppen av någon Galoisutvidgning,[9] men varje proändlig grupp förekommer inte som en absolut Galoisgrupp.

- Varje projektiv proändlig grupp kan ses som den absoluta Galoisgruppen av en pseudoalgebraiskt sluten kropp. Detta bevisades av Alexander Lubotzky och Lou van den Dries.[10]